# 高宕山
高宕山（たかごやま）は、千葉県君津市・富津市の境にある山である。標高330メートル。

## 概要
野生のニホンザルが生息していることで知られ、1956年に国の天然記念物に指定された。国土地理院発行の2万5千分1地形図にも「高宕山のサル生息地」と表記されている。
周辺一帯は千葉県の県有林で、周囲2342ヘクタールが、1935年に県立高宕山自然公園に指定されている。シナノキが自生する。
山頂は眺望が良く、視界がよい時には富士山や筑波山などが見える。
高宕山山頂には雨乞いの釜があり、日照りの際、山麓の田んぼまで休まずに水を運ぶ習俗がある。
関東ふれあいの道のコース上にあり標識も整備されている。
山頂から少し北側には、高宕観音堂がある。
なお、高宕山の手前には石射太郎山があるが、これは台田久保という巨人が鹿野山から山の上にある大きな石に向かって、矢を射ると半里（約２キロ）もある谷間まで射飛ばしたという伝説からとったもので、実際には明治初期から大正初期までの石の切り出場であった。

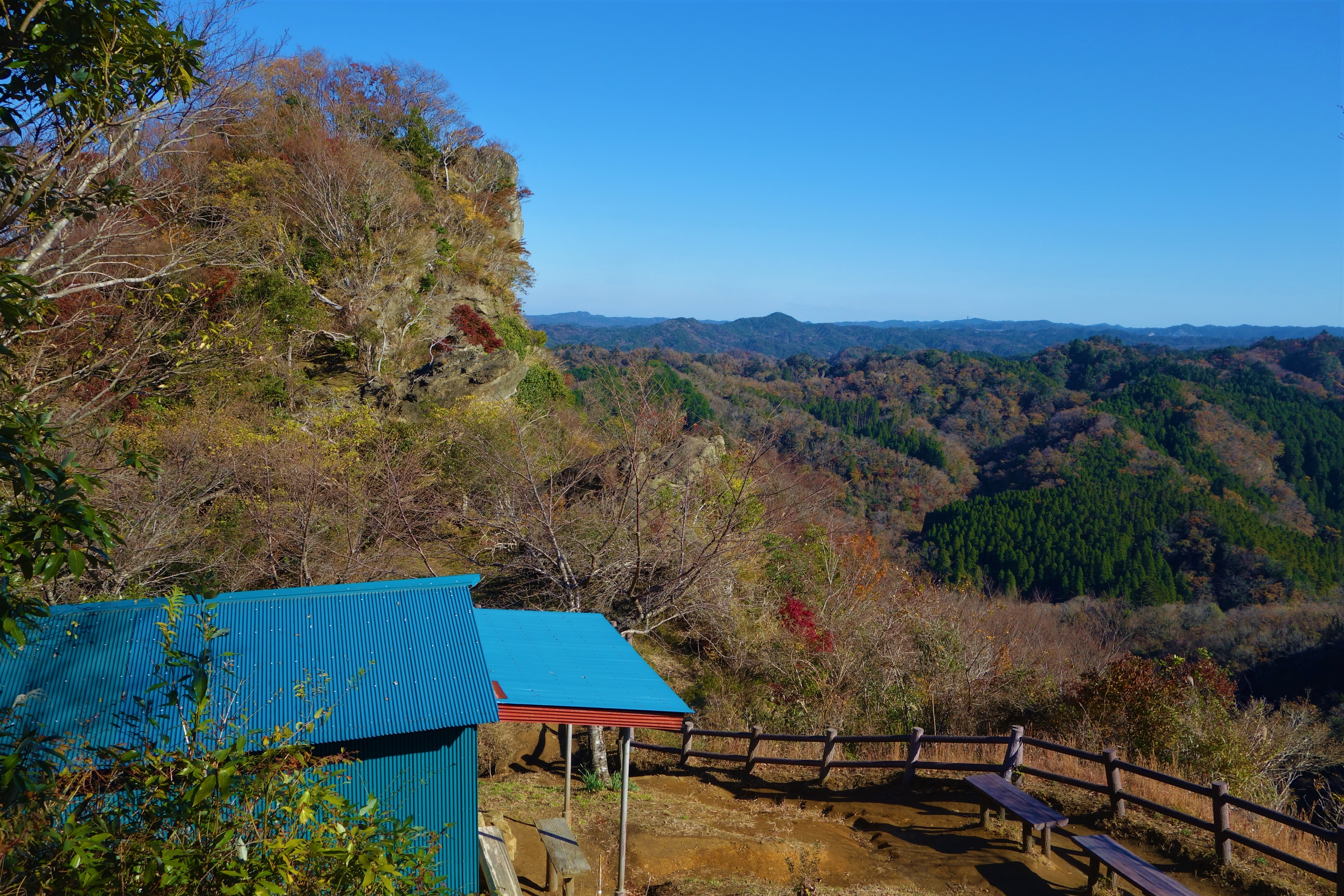
旧餌付小屋からの石射太郎山
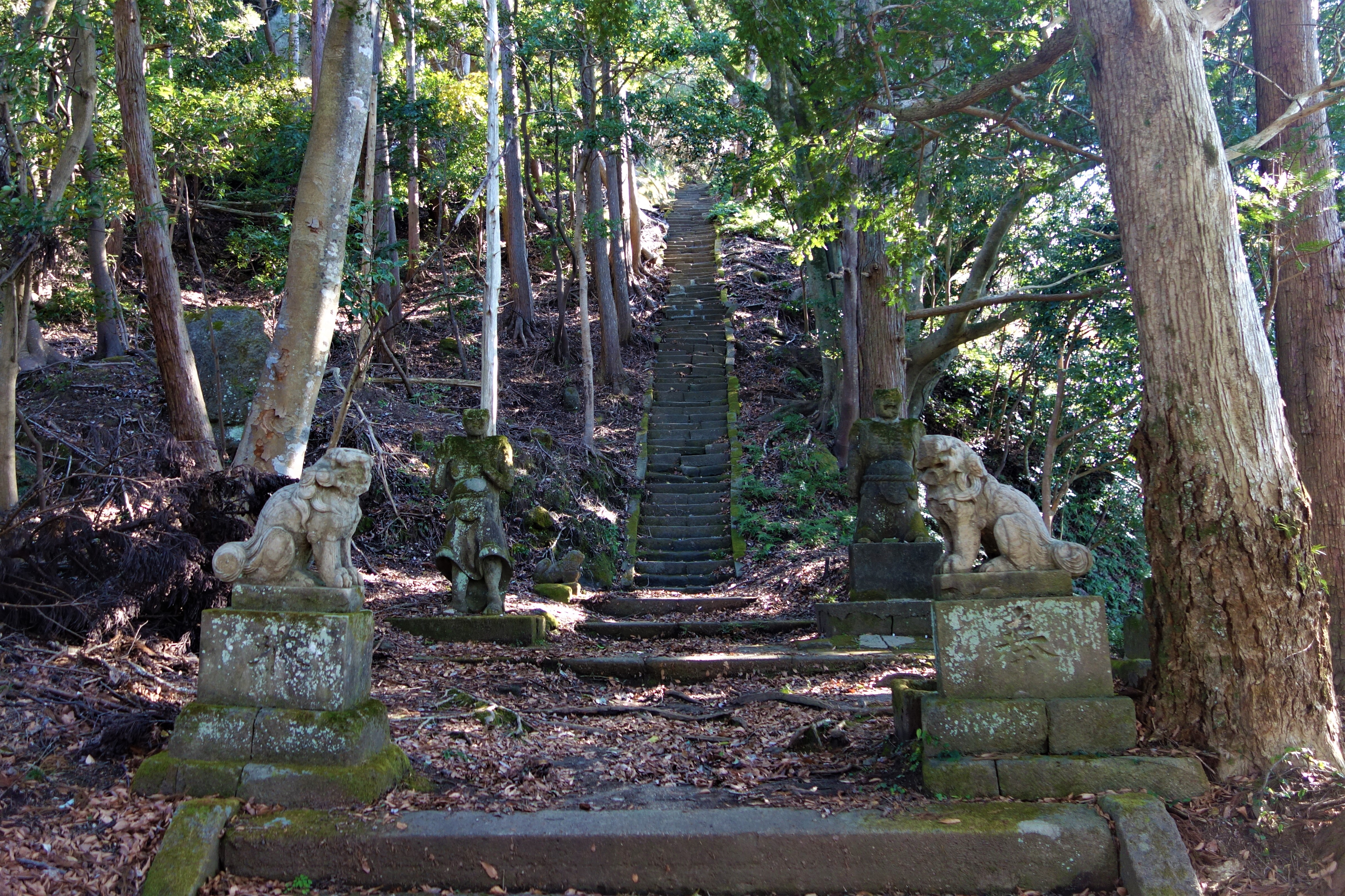
高宕観音堂への階段
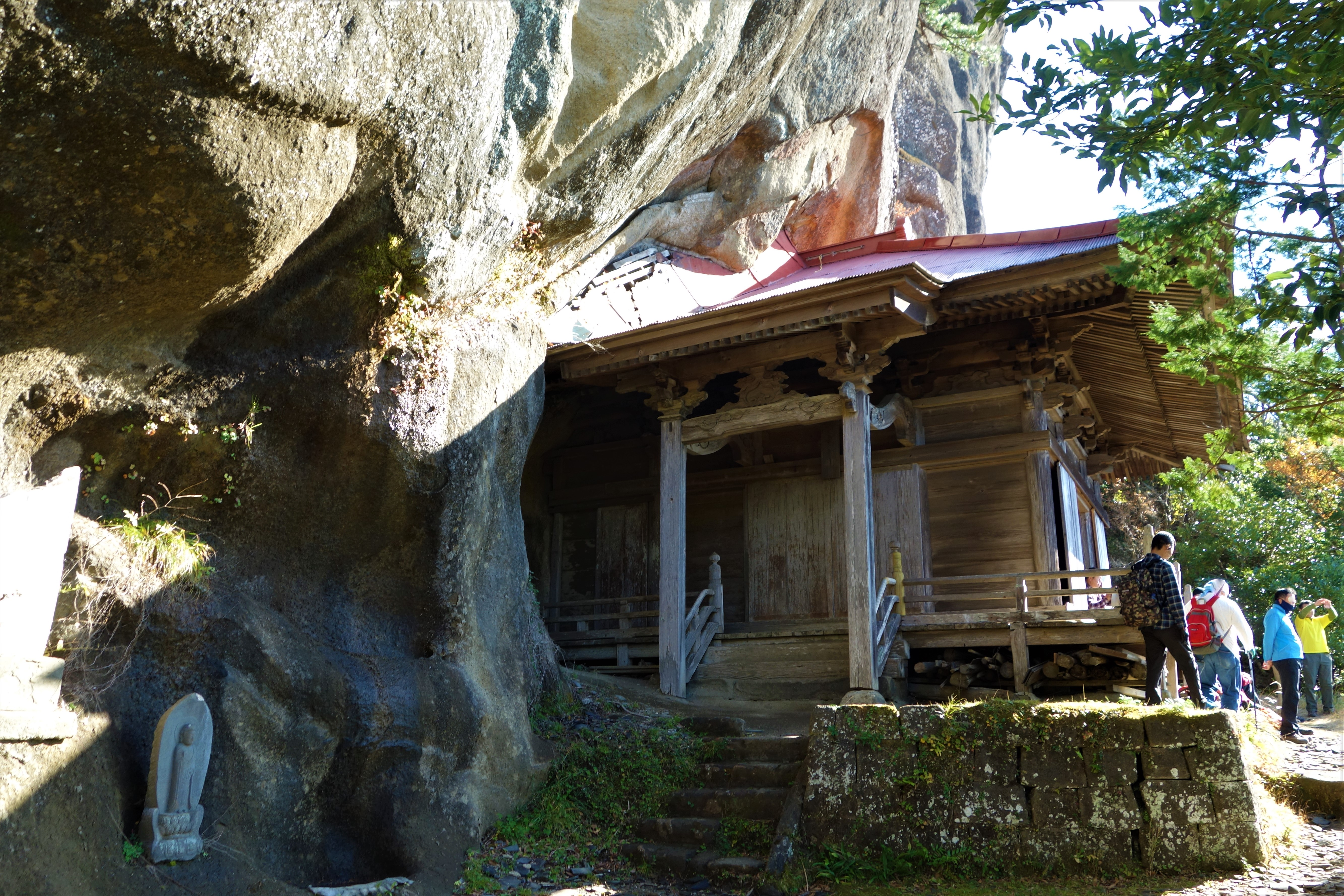
高宕観音堂
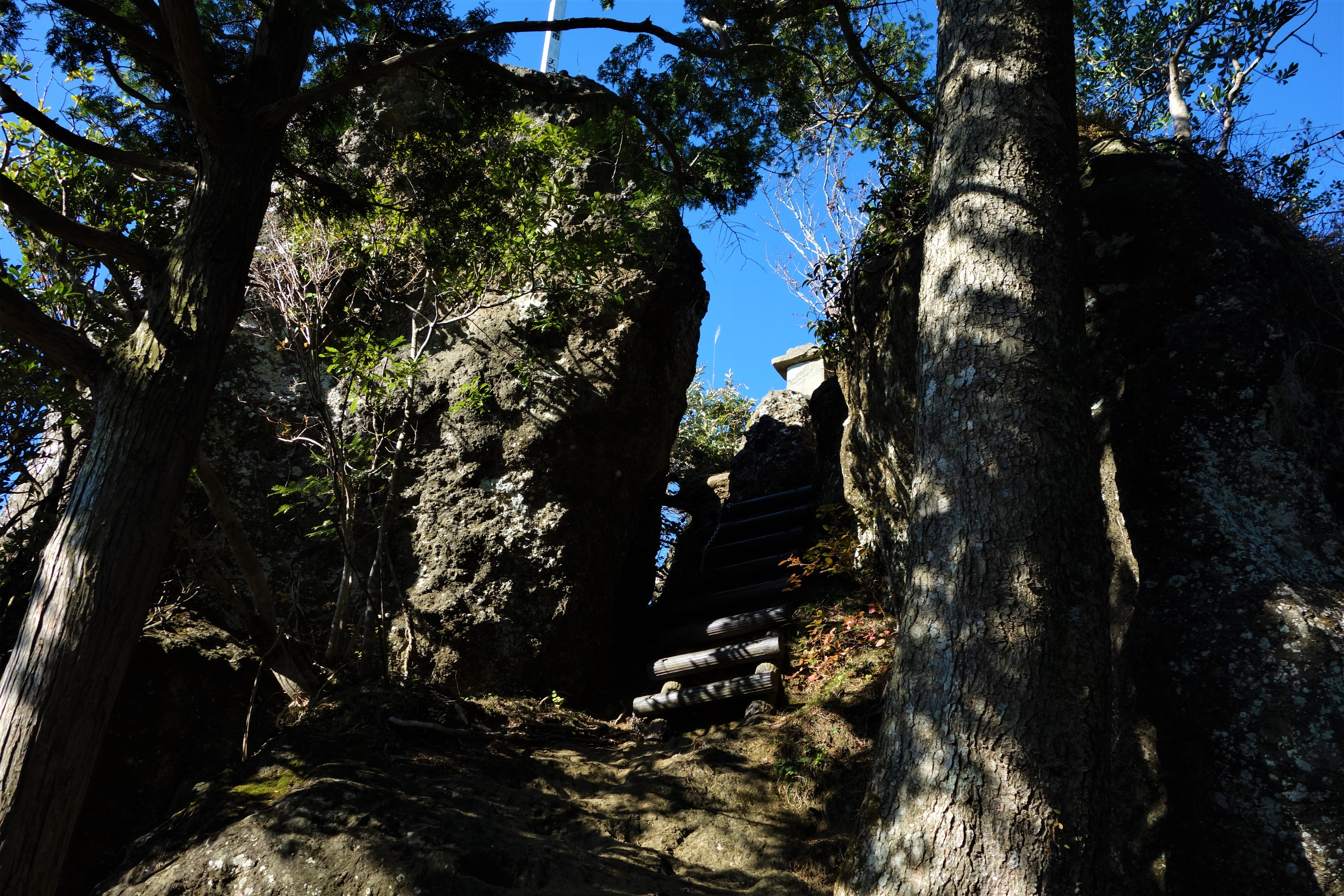
高宕山山頂直下の梯子
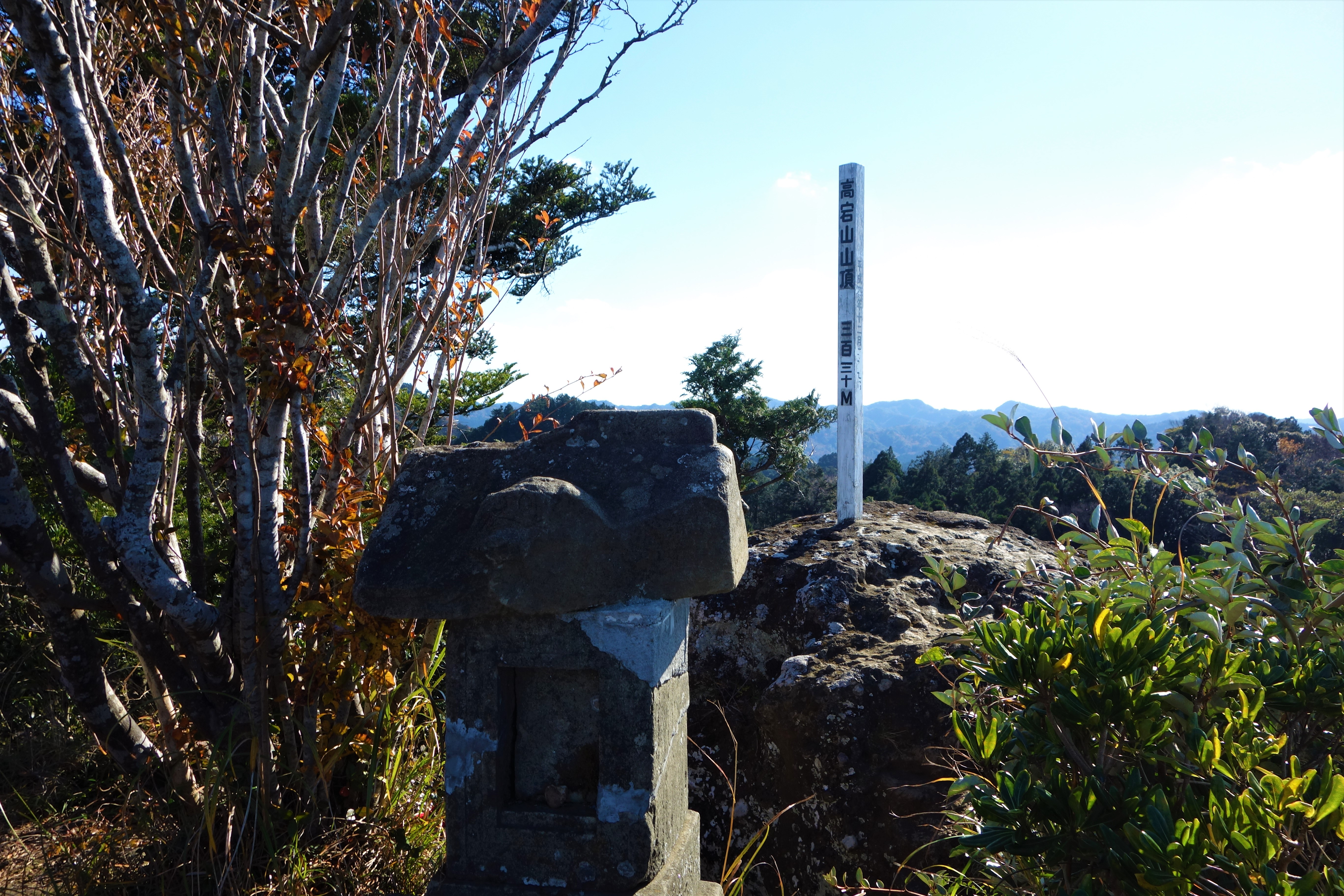
高宕山山頂
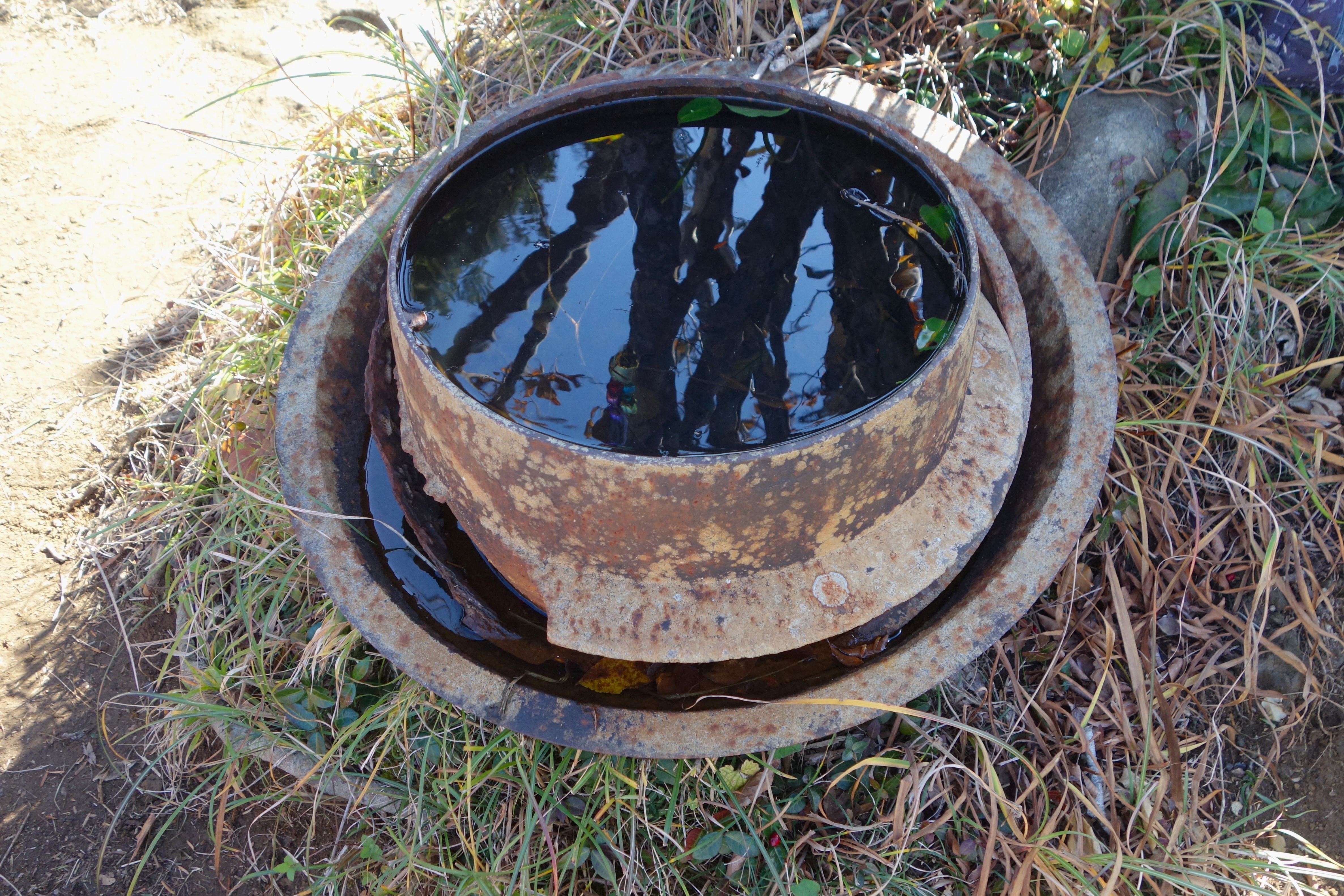
高宕山山頂の釜